# Lovell (Maine)
Lovell – miasto w Stanach Zjednoczonych, w stanie Maine, w hrabstwie Oxford.